# Montebello Rock
Le Montebello Rock, auparavant connu successivement sous les noms Petite-Nation Rockfest, D-Tox Rockfest, Amnesia Rockfest et Montebello Rockfest, est un festival de musique rock qui se déroule annuellement en juin à Montebello dans la région de l'Outaouais. Fondé en 2005, le Rockfest a été dans ses meilleures années (vers 2014-2015) le plus important festival de musique rock au Canada ,,.
Avec une population de 978 habitants, la municipalité de Montebello a accueilli jusqu'à 200 000 visiteurs pendant les années-phares de l'événement. Chaque année, l'événement propose une programmation diversifiée en matière de heavy metal, de rock, de punk, de ska et de hardcore. Outre la programmation, le festival est reconnu pour les voitures et les tentes entassées dans les moindres recoins du village et son ambiance festive pendant le weekend. Les groupes Rammstein, System of a Down, Linkin Park, Blink-182, Motley Crue et Queens of the Stone Age font partie des têtes d'affiche qui ont joué au Rockfest,.

## Historique

### Les débuts: 2005 à 2011
Le festival a été fondé en 2005 par Alex Martel, natif du village de Montebello et alors âgé de 17 ans. Lassé de devoir voyager vers de plus grandes villes afin d'assister à des concerts et souhaitant promouvoir son groupe Deadly Apples, il décide de mettre sur pied son propre événement dans son village natal et il le nomme Petite-Nation Rockfest, en référence au nom de la région. La première édition a presque été annulée dû à une tornade qui a détruit une grande partie des installations quelques heures avant le début de l'événement,. Trois groupes ont joué à cette première édition qui a attiré 500 personnes: le groupe Deadly Apples de Martel, suivi du groupe punk local UKKO et de Grimskunk.
Après une pause en 2006, le Rockfest est de retour en 2007 dans le même format que la première édition, cette fois-ci avec Vulgaires Machins comme tête d'affiche. En 2008, le festival devient une journée complète de musique avec deux scènes. Ce fut la première édition à attirer des gens de l'extérieur de la région et à générer une couverture médiatique saluant la programmation qui regroupait tous les groupes établis du Québec dans les scènes punk, rock et métal dont Grimskunk, Mononc' Serge, Anonymus et The Sainte Catherines.
Le Rockfest 2009 a continué dans le même format avec l'ajout d'une troisième scène et des groupes canadiens tels que Gob, Priestess et Mononc' Serge. Pour l'édition 2010, le festival s'est étiré sur deux jours et a accueilli un plus grand nombre d'artistes internationaux dont Anti-Flag, Misfits et Alexisonfire. Ce fut la dernière année que Deadly Apples a joué au festival avant d'hiberner pendant sept ans alors que Martel s'est concentré sur la croissance du Rockfest.

### 2011 et 2012: D-TOX Rockfest
En 2011, le festival est renommé D-TOX Rockfest puisque que la marque de vêtements D-TOX devient commanditaire en titre. Ce fut la première édition majeure pour le festival, avec des artistes tels que NOFX, Lamb of God pour leur seule prestation de 2011, Pennywise, Hatebreed et plusieurs autres,.
La croissance s'est poursuivie avec le Rockfest 2012 qui a accueilli des groupes tels que Korn, Sublime with Rome, Bad Religion et Dream Theater,. Tony Sly a joué son dernier concert avec No Use For A Name au Rockfest 2012 avant son décès,. Mitch Lucker a également joué son dernier concert canadien avec Suicide Silence au Rockfest 2012 avant son décès,. Afin d'honorer leurs mémoires, le festival a nommé ses deux nouvelles scènes punk et hardcore en leurs noms l'année suivante.

### 2013 à 2017: Amnesia Rockfest
En 2013, le festival est renommé Amnesia Rockfest puisque la marque de vêtements Amnesia devient commanditaire en titre,. L'édition 2013 connaît une croissance significative avec cinq scènes et une programmation importante comprenant Rise Against, The Offspring, Marilyn Manson, Alice Cooper, Deftones, Social Distortion, Rancid et Lamb of God. Le festival triple son achalandage et reçoit plusieurs critiques sur le plan logistique. Afin de corriger ces maux de croissance, les organisateurs ont annoncé des changements logistiques majeurs pour 2014 ainsi que l'embauche de l'équipe de production du Festival d'été de Québec, du coordonnateur logistique du Ottawa Bluesfest et de l'équipe d'Orkestra (Festibière de Gatineau) pour gérer la production, la logistique, l'accueil, le camping et le stationnement.
L'édition 2014 a reçu les éloges des festivaliers et des médias pour la programmation imposante, de même que la logistique et production rehaussées. Attirant une foule record, le Rockfest 2014 a accueilli Blink-182, Motley Crue pour le premier spectacle de leur Final Tour, Weezer, Alice in Chains, Megadeth, Billy Talent, Primus, Five Finger Death Punch, Cypress Hill, NOFX et A Day to Remember. Bien qu'il ne figurât pas officiellement sur la programmation, Tim Armstrong de Rancid a donné deux concerts acoustiques improvisés dans les rues de Montebello. Afin de promouvoir le festival, Martel fut interviewé par Tim Armstrong à son émission de radio Tim Timebomb et par Nikki Sixx de Motley Crue à son émission de radio Sixx Sense,.
Le 10e anniversaire du Rockfest a eu lieu à Montebello en juin 2015. La programmation fut élaborée par Fat Mike de NOFX et Tim Armstrong de Rancid comme programmateurs invités avec Martel,. Elle fut annoncée en primeur par le magazine Rolling Stone et comprenait System of a Down, Linkin Park (qui fut leur dernier concert canadien avant le décès de Chester Bennington), The Offspring (qui a joué Americana en entier), Slayer, Snoop Dogg, Rob Zombie, Deftones (qui a joué Around the Fur en entier), Tenacious D, Pixies, Rancid (qui a joué And Out Come The Wolves en entier) et Sublime with Rome. Le festival a également ajouté un volet humour avec Mike Ward, Steve-O et Tom Green. Pendant la tournée promotionnelle du festival, Martel fut interviewé par une femme nue sur l'émission Naked News et plusieurs de leurs journalistes ont couvert le festival en étant nues,.
Au début 2016, il fut annoncé que le fondateur Alex Martel devenait partenaire minoritaire du Rockfest alors que les compagnies Juste pour rire et La Tribu devenaient partenaires majoritaires,. Martel est demeuré porte-parole et programmateur de l'événement. Plus tard en 2016, l'homme d'affaires Alexandre Taillefer devient également partenaire dans le Rockfest lorsqu'il achète des parts de La Tribu via sa nouvelle entreprise culturelle Mishmash,.
L'édition 2016 fut encore élaborée par Fat Mike de NOFX et Tim Armstrong de Rancid comme programmateurs invités avec Martel, comprenant des artistes tels que Blink-182, Rise Against, Korn, Limp Bizkit, Jane's Addiction, Ice Cube, Bring Me the Horizon, A Day to Remember, Puscifer, Twisted Sister pour leur dernière prestation canadienne, Lamb of God, Sum 41 et NOFX (qui a joué Punk In Drublic en entier),. L'humoriste Mike Ward est devenu porte-parole du festival et a accueilli Martel comme invité sur son podcast Sous Écoute pour un spécial Rockfest.

### 2017 et 2018: Montebello Rockfest
En 2017, l'événement est renommé Montebello Rockfest et accueille Rammstein, Queens of the Stone Age, Iggy Pop, Alexisonfire, The Offspring (qui a joué Ixnay on the Hombre en entier), Megadeth, Wu-Tang Clan, Bullet for My Valentine, AFI, 311, Bad Religion et Good Charlotte. Martel a également réuni son groupe Deadly Apples au Rockfest 2017 comme tête d'affiche de la scène québécoise. Une soirée d'ouverture spéciale a lieu pour souligner la Fête Nationale du Québec avec des groupes québécois tels que Les Cowboys Fringants, Robert Charlebois, Les Trois Accords et Loco Locass. Afin d'accommoder la production imposante de Rammstein, le festival a installé la plus grande scène et production de son histoire.
Au début 2018, il est annoncé que le promoteur québécois Piknic Électronik remplace Juste pour rire comme partenaire du Rockfest et devient donc partenaire majoritaire avec La Tribu,. Puisque les compagnies Piknic Électronik et La Tribu étaient toutes deux détenues en partie par l'homme d'affaires Alexandre Taillefer via son entreprise culturelle Mishmash, celui-ci a formellement obtenu le contrôle du Rockfest alors que le fondateur Alex Martel a conservé son rôle de porte-parole et programmateur,,,.
En février 2018, le Rockfest organise au National de Montréal une soirée bénéfice à guichets fermés au profit du Regroupement des CALACS (Centres d'aide et de lutte contre les agressions à caractère sexuel) avec la participation de groupes québécois tels que Groovy Aardvark, Pépé et sa guitare, Anonymus et Deadly Apples.
La 13e édition en 2018 comprenait Prophets of Rage, Five Finger Death Punch, Weezer, Godsmack, Tenacious D, A Day to Remember, Lamb of God, Stone Temple Pilots, Jimmy Eat World, Sum 41 (qui a joué Does This Look Infected? en entier), Rancid et Dropkick Murphys. En février 2018, Martel est invité au talk-show Tout le monde en parle, l'émission de télévision la plus regardée au Québec. En mai 2018, il est annoncé que le Rockfest deviendra le premier événement canadien à bannir l'usage de pailles de plastique.
Cependant, l'annonce à la fin juin 2018 que les partenaires majoritaires de l'organisme Outaouais Rock, propriétaire du festival, venaient de recourir aux dispositions de la Loi sur la faillite et l'insolvabilité, est venue mettre un terme au festival sous sa forme courante. Voir section dédiée.

### Depuis 2019: Montebello Rock
En février 2019, Martel a annoncé que le festival serait remplacé par un événement retour aux sources nommé Montebello Rock, sans aucune implication des anciens partenaires majoritaires du Rockfest. En mars 2019, Olivier Primeau, copropriétaire du Beachclub de Pointe-Calumet et de festivals tels que Metro Metro et Escapade Music Festival, annonce qu'il combine ses forces à Martel en tant que partenaire minoritaire,.
Mis sur pied en seulement deux mois, la première édition de cette nouvelle et plus petite mouture a lieu en juin 2019 à Montebello avec des artistes tels que MxPx, Venom, Vulgaires Machins, 88 Fingers Louie, The Sainte Catherines et Black Flag. En 2019, Martel fut invité sur plusieurs podcasts afin de discuter de la chute du Rockfest et la renaissance avec Montebello Rock,,.
À l'automne 2019, l'équipe du festival organise au Club Soda de Montréal une soirée bénéfice à guichets fermés au profit du Refuge des jeunes de Montréal avec la participation d'artistes québécois tels que Mononc' Serge, Rymz et Obey The Brave.
En novembre 2019, le festival confirme qu'il y aura une édition 2020 et des rumeurs spéculent que le nom Rockfest serait de retour, ainsi que la formule classique de l'événement. En janvier 2020, des rumeurs rapportent que Korn serait confirmé pour l'édition 2020. Au début mars 2020, le festival confirme ses dates pour juillet 2020, un mois plus tard qu'à l'habitude, lors du weekend où se tenait habituellement son compétiteur Heavy Montréal.
Au printemps 2020, alors que la pandémie du nouveau coronavirus force l'annulation notamment de tous les festivals et rassemblements au Québec jusqu'au 31 août 2020, Martel a confirmé que l'organisation étudiait la possibilité d'un report de l'édition 2020 à l'automne. En avril 2020, Fat Mike de NOFX a confirmé que le groupe devait jouer lors de l'édition 2020 qui devait bel et bien reprendre le nom Rockfest. À la fin avril 2020, le festival a donné du matériel de camping à des refuges de sans-abris et prêté des équipements aux centres hospitaliers afin de contribuer à l'effort collectif pendant la pandémie.
En juin 2020, les organisateurs ont présenté un Rockfest Virtuel alors que le Québec était toujours en confinement. Pour l'occasion, une édition classique du festival fut recréée en temps réel pendant un weekend complet grâce aux images d'archives avec des apparitions de dizaines de groupes dont System of a Down, Blink-182 et Rammstein. Les festivaliers étaient invités à vivre le festival dans leur cour avec leurs proches. Le retour du Rockfest est reporté à 2021. L'avenir de l'événement semble toutefois sur la glace avec la prolongation des restrictions sanitaires en 2021 et l'incertitude du retour du milieu événementiel.
En août 2021, des festivaliers du nord de l'Ontario ont fait 21 heures de route pour déposer les cendres de leur frère sur le terrain du Rockfest à la marina de Montebello, expliquant que le festival était l'endroit préféré du défunt.

## Controverses

### 2012 à 2014
En 2013, le festival reçoit plusieurs critiques sur le plan logistique alors que son achalandage triple. Afin de corriger ces maux de croissance, les organisateurs ont annoncé des changements logistiques majeurs pour 2014 ainsi que l'embauche de l'équipe de production du Festival d'été de Québec, du coordonnateur logistique du Ottawa Bluesfest et de l'équipe d'Orkestra (Festibière de Gatineau) pour gérer la production, la logistique, l'accueil, le camping et le stationnement.
Avant l'édition 2013, les organisateurs ont reçu une menace anonyme les accusant de satanisme puisqu'ils ont invité Marilyn Manson et Alice Cooper au Rockfest. Cette même année, le journal Le Droit révèle que les artistes locaux sur la Scène Découverte ne reçoivent pas de cachets pour leur prestation et doivent vendre un certain nombre de billets pour assurer leur place sur la scène. Bien que cette pratique existe ailleurs dans l'industrie, les modalités du Rockfest font sourciller certaines personnes. Les organisateurs expliquent que cette méthode permettait à peine de couvrir les frais de cette scène additionnelle offrant une vitrine à un grand nombre d'artistes locaux. À la suite de la controverse, les organisateurs ont pris la décision d'offrir un cachet à ces artistes, d'abandonner ce concept pour les années futures et de plutôt offrir des places rémunérées en ouverture des scènes principales aux artistes de la relève lors des éditions subséquentes.
En 2014, Jello Biafra a annulé sa présence au festival lorsqu'il a appris que son ancien groupe Dead Kennedys faisait aussi partie de la programmation du Rockfest. Martel a répondu que les deux groupes étaient programmés sur des journées différentes, tout comme pour Black Flag et leur ancien chanteur Henry Rollins, ainsi que pour Misfits et leur ancien chanteur Danzig. Malgré cette situation, Jello Biafra a joué au Rockfest 2017.
Pendant l'édition 2014, la compagnie pour adultes AD4X et l'actrice porno Pamela Kayne ont recruté des festivaliers pour participer à un film pornographique tourné sur le camping du Rockfest dans une tente et une roulotte sans l'autorisation du festival,. La compagnie et une autre actrice porno ont répété l'expérience en 2016 en recrutant des festivaliers une fois de plus, s'attirant les foudres du maire de Montebello,.
Lors de l'édition 2014, une querelle a éclaté entre NOFX et Five Finger Death Punch. Fat Mike de NOFX a utilisé une bonne partie de son concert pour se moquer de Five Finger Death Punch, alors que leur chanteur Ivan Moody a dédié sur scène la chanson Burn MF à NOFX.
En août 2014, les organisateurs font un coup d'éclat en envoyant un avion avec une banderole du Rockfest pour survoler le site du festival compétiteur Heavy Montréal tout le weekend.

### 2015 à 2017
Au début 2015, un résident de Montebello a tenté sans succès de poursuivre en justice le festival sous prétexte que des festivaliers ont piétiné son terrain et causé des dommages lors de l'édition 2013.
En mai 2015, pendant la tournée promotionnelle du festival, Martel fut interviewé par une femme nue sur l'émission Naked News et plusieurs de leurs journalistes ont couvert le festival en étant nues,.
À la fin 2015, l'organisme Impératif Français a critiqué le Rockfest pour avoir déplacé les dates de l'édition 2016 pendant la Fête Nationale du Québec alors que la majorité des artistes au festival chantent en anglais. Le Rockfest a répliqué avec humour en publiant une nouvelle version de son affiche avec tous les noms de groupes traduits en français,.
Après l'édition 2016, un membre de l'équipe de Twisted Sister a critiqué le Rockfest comme étant le ''pire festival de tous les temps'', notamment dû à un manque de croustilles dans la loge. Malgré la controverse, Dee Snider, chanteur de Twisted Sister, est revenu au Rockfest l'année suivante en solo .
En 2017, les organisateurs ont créé un cirque médiatique en invitant le chanteur Jérémy Gabriel, un jeune homme atteint du Syndrome de Treacher Collins ayant chanté pour le pape et pour Céline Dion, à offrir un concert métal au Rockfest,. Jérémy Gabriel est devenu une figure polarisante au Québec à la suite de sa plainte à la Commission des droits de la personne contre l'humoriste Mike Ward dû à une blague dans un spectacle d'humour. Ward avait donné un spectacle au Rockfest 2015 et était porte-parole pour le Rockfest 2016,. Le coup publicitaire a engendré des menaces de mort envers Jérémy Gabriel; un homme de Montréal s'est fait arrêter par la police et a purgé une peine de 30 jours en prison. La compagnie pornographique AD4X a alimenté davantage la controverse en offrant 10 000$ à Jérémy Gabriel pour qu'il tourne un film porno avec l'actrice Vandal Vyxen. En mai 2018, Jérémy Gabriel a menacé de poursuivre le festival en justice après la fuite d'une photo le démontrant en train de consommer de la drogue au Rockfest,.

### Depuis 2018
En avril 2018, le Rockfest a annoncé qu'il deviendrait le premier festival à permettre la consommation de marijuana pendant l'événement à la suite de la légalisation de la drogue au Canada.
En mai 2018, le groupe ska Streetlight Manifesto se fait expulser de la programmation du festival après ne pas avoir honoré la clause d'exclusivité de son contrat à une deuxième reprise.
Pendant l'édition 2018, la Sûreté du Québec est intervenue pour démanteler un kiosque de Support 81, un groupe sympathisant des Hells Angels, qui s'était installé sur le site du Rockfest afin de vendre des articles promotionnels du groupe de motards.
En avril 2019, le groupe punk Anti-Nowhere League est expulsé de la programmation du festival à la suite de plaintes concernant des paroles homophobes.
En juillet 2021, l'organisateur du festival jazz Musika Montebello, Yvan Tanguay, insulte les festivaliers du Rockfest en affirmant qu'il vise une clientèle plus cultivée pour son événement,. Il avait émis des commentaires semblables en 2019.

### Faillite et réorganisation
Le 21 juin 2018, quelques jours après la fin du festival, les partenaires majoritaires d'Outaouais Rock ont déposé un avis d'intention de recourir aux dispositions de la Loi sur la faillite et l'insolvabilité dû à une dette accumulée de 5 millions de dollars canadiens causée par une baisse importante des ventes de billets. Cette annonce survient peu après que le festival ait reçu du ministère du Tourisme du Québec le premier versement d'une subvention de 506 000 $, une aide financière que recevait annuellement l'événement dû à ses retombées économiques et touristiques importantes. Le député de Papineau de l'époque, Alexandre Iracà, s’est dit hautement préoccupé par la situation et a dit espérer la survie de l'événement qui générait 15 millions de dollars en retombées économiques annuellement,. Les organisateurs disent avoir pris cette décision en espérant permettre au festival de restructurer ses opérations et assurer sa survie. Mis à part des fournisseurs de services et de biens, une dizaine d'artistes internationaux ayant participé au festival en 2018 n'ont pas reçu la balance de leurs cachets. Après six mois de négociations infructueuses avec ses créanciers, Outaouais Rock déclare officiellement faillite le 21 décembre 2018. Certaines des entreprises d'Alexandre Taillefer, partenaire majoritaire du Rockfest, ont elles-mêmes déclaré faillite en 2019 et plusieurs autres de ses projets étaient en difficulté financière,. Alex Martel, le fondateur original et partenaire minoritaire, a effectué plusieurs déclarations critiquant la décision prise par les partenaires majoritaires et affirme avoir tout fait pour tenter d'éviter un tel scénario,,. En février 2019, Martel a annoncé que le festival serait remplacé par un événement retour aux sources nommé Montebello Rock, sans aucune implication des anciens partenaires majoritaires du Rockfest. En mars 2019, Olivier Primeau, copropriétaire du Beachclub de Pointe-Calumet et de festivals tels que Metro Metro et Escapade Music Festival, annonce qu'il combine ses forces à Martel en tant que partenaire minoritaire,.
En mai 2020, il est confirmé que le retour du Rockfest sera reporté à 2021 dû à la pandémie. Une édition virtuelle est annoncée pour juin 2020, assemblée avec les archives du Rockfest.

## Incidents
Lors de l'édition 2012, un festivalier qui quittait le Rockfest est décédé près de Montebello dans un accident de voiture impliquant un policier qui répondait à un appel au festival. Le policier, qui conduisait à 181km/h dans une zone de 90km/h, fut reconnu coupable de conduite dangereuse lors d'un deuxième procès en 2019 et a écopé d'une peine de travaux communautaires et d'un don de 1000$ à un organisme de charité,.
Lors de l'édition 2015, deux festivaliers ivres sont tombés en bas de la grande roue et ont été transportés à l'hôpital.
Lors de l'édition 2017, un festivalier dans la soixantaine est retrouvé mort dans les rues de Montebello après avoir fait un arrêt cardiaque.
Lors de l'édition 2018, un festivalier de 25 ans est décédé à la suite d'une surdose de drogue au camping.
Deux semaines avant l'édition 2019 de Montebello Rock, l'événement a dû changer de site dû aux inondations majeures de la rivière des Outaouais.